# Indice di Wobbe
L'indice di Wobbe (WI) è il principale indicatore dell'interscambiabilità a parità di pressione dei gas carburanti come il gas naturale, il GPL ed è frequentemente definito nelle specifiche delle forniture di gas e nei trasporti. L'indice di Wobbe, {\displaystyle I_{W}}, è definito come
{\displaystyle I_{W}={\frac {\Delta _{c}H_{s}^{o}}{\sqrt {\rho }}}}
In cui ΔcHso è il potere calorifico superiore, o semplicemente valore calorifico, e ρ la densità specifica del gas (densità relativa a quella dell'aria). Poiché ρ è adimensionale, IW ha le dimensioni del potere calorifico, e quindi è solitamente espresso in MJ/Nm3, o MJ/Sm3 o, nei contesti anglosassoni, in BTU/scf.
Il primo a proporlo in questo modo fu l'ingegnere bolognese Goffredo Wobbe nel 1926.
L'indice di Wobbe è usato per confrontare il potere calorifico di differenti miscele combustibili in un apparecchio. Se due carburanti hanno lo stesso indice di Wobbe allora a parità di pressione di alimentazione l'energia trasportata sarà la stessa. Tipicamente variazioni fino al 5% sono consentite dal momento che non sono rilevabili dal consumatore. L'indice di Wobbe è un fattore critico per minimizzare l'impatto della fase di transizione durante l'analisi dell'uso di carburanti SNG come le miscele propano-aria. 

## Indice di Wobbe (MJ/Nm3) di alcuni combustibili comuni
| Gas                   | max   | min   | famiglia |
| --------------------- | ----- | ----- | -------- |
| Idrogeno              | 48,23 | 40,65 | 2 H      |
| Metano                | 53,28 | 47,91 | 2 H      |
| Etano                 | 68,19 | 62,47 | 3        |
| Etilene               | 63,82 | 60,02 | 3        |
| Gas naturale          | 53,71 | 48,52 | 2 H      |
| Propano               | 81,07 | 74,55 | 3        |
| Propilene             | 77,04 | 71,88 | 3        |
| n-butano              | 92,32 | 85,09 | 3        |
| Isobutano             | 91,96 | 84,71 | 3        |
| 1-butilene            | 88,46 | 82,54 | 3        |
| GPL                   | 86,84 | 79,94 | 3        |
| Acetilene             | 61,32 | 59,17 | 2 H      |
| Monossido di carbonio | 12,80 | 12,80 | 1        |

## Famiglie di combustibili
L'indice di Wobbe è normalmente espresso nel sistema internazionale o in MJ/Sm3 (talvolta si usa anche il BTU/ft³ o "BTU/piedecubo", pari a 37.3 kJ/m3). Nel caso del gas naturale (massa molare 17 kg/kmol), il valore calorifico tipico è circa 1,050 Btu/piede cubo e la densità è circa 0,66 kg/m3; ne risulta un indice di Wobbe tipico di 1,367 BTU/ft³ (51 MJ/m3).
Vi sono tre ranges o "famiglie" di gas carburanti che sono stati internazionalmente approvate e basate sull'indice di Wobbe. La famiglia 1 copre i gas artificiali, la famiglia 2 i gas naturali (di range basso L o alto H), la famiglia 3 il GPL.
L'apparecchiatura di combustione è tipicamente progettata per bruciare un gas combustibile appartenente a una famiglia particolare: gas illuminante ricco di idrogeno, gas naturale o GPL.
| Famiglia | range dell'indice di Wobbe (MJ/Nm3) | Tipo di gas |
| -------- | ----------------------------------- | ----------- |
| 1        | 22.5 – 30                           |             |
| 2 L      | 39 – 45                             |             |
| 2 H      | 45.5 – 55                           |             |
| 3        | 73.5 – 87.5                         |             |